# Patrizia Prestipino
Patrizia Prestipino (Roma, 16 settembre 1963) è una politica italiana, deputata alla Camera per il Partito Democratico.

## Biografia
Nata e cresciuta a Roma, nel quartiere Giuliano-Dalmata, ha frequentato il liceo classico "Francesco Vivona" di Roma, laureandosi in lettere classiche all'Università degli Studi di Roma "La Sapienza".
Alle elezioni amministrative del 2006, presentatasi per la coalizione di centro-sinistra, viene eletta al primo turno presidente del municipio Roma XII (oggi rinominato Municipio Roma IX) con 52.911 voti su 94.383 votanti (57,66%).
Nel 2007 partecipa alla fondazione del Partito Democratico (PD), diventandone membro dell'Assemblea Nazionale del PD.
È stata assessore allo sport, turismo e giovani della provincia di Roma nella giunta di centro-sinistra presieduta da Nicola Zingaretti dal 12 maggio 2008 fino al 31 dicembre 2012, quando Zingaretti si dimette per candidarsi alla Presidenza della Regione Lazio alle imminenti elezioni regionali.
Il 7 aprile 2013 partecipa alle elezioni primarie per la scelta sulla candidatura a sindaco di Roma per il centro-sinistra, confrontandosi con Paolo Gentiloni, Ignazio Marino e David Sassoli e ottenendo quasi 5.000 voti. Nello stesso anno ad ottobre, in occasione del congresso romano del PD, è stata eletta segretario del circolo PD EUR con oltre il 70% dei voti.
Alle elezioni primarie del PD del 2013 sostiene la mozione di Matteo Renzi, sindaco di Firenze dal 24 giugno 2009, candidatasi come capolista nel collegio di Roma Sud (EUR - Ostia) per la sua mozione, dove ottiene oltre il 65% dei voti e battendo il suo avversario a sostegno di Gianni Cuperlo, entrando nell'Assemblea nazionale del Partito Democratico e in seguito in direzione nazionale.
Alle elezioni primarie del PD del 2017 ha sostenuto la mozione del segretario uscente Matteo Renzi, venendo riconfermata nell'Assemblea nazionale del partito e nella direzione Direzione nazionale del PD e diventando Responsabile del Dipartimento difesa degli animali.

### Elezione a deputata
Alle elezioni politiche del 2018 viene candidata alla Camera dei deputati nel collegio uninominale Lazio 1 - 08 (Roma-Ardeatino), sostenuta dalla coalizione di centro-sinistra in quota PD, venendo eletta deputata con il 33,53% dei voti contro i candidati del centro-destra Davide Bordoni (28,02%) e del Movimento 5 Stelle Daniele Piva (26,56%). Nella XVIII legislatura della Repubblica è stata componente della 7ª Commissione Cultura, scienza e istruzione e della Commissione parlamentare per l'infanzia e l'adolescenza, oltreché capogruppo per il PD nella Commissione parlamentare d'inchiesta sulla tutela dei consumatori e degli utenti.
Nel 2018 ha sostenuto la candidatura a segretario regionale del PD nel Lazio di Claudio Mancini, capocorrente nel PD laziale, ma che risulterà perdente contro quella del senatore Bruno Astorre.
In vista delle elezioni primarie del PD del 2019 Prestipino sostiene la mozione del segretario uscente Maurizio Martina, ex ministro delle politiche agricole nei governi Renzi e Gentiloni e rappresentante l'area "filo-renziana" del partito, che risulterà perdente arrivando secondo con il 22% dei voti dietro a Nicola Zingaretti (66%).
Alle elezioni politiche anticipate del 2022 viene ricandidata alla Camera nel collegio uninominale Lazio 1 - 05 (Roma Municipio X), sostenuta dalla coalizione di centro-sinistra in quota Partito Democratico - Italia Democratica e Progressista (PD-IDP), oltreché nel collegio plurinominale Lazio 1 - 01 in quarta posizione nella lista del PD-IDP; nell'uninominale ottiene il 28,21% dei voti e viene sconfitta dal candidato della coalizione di centro-destra, in quota forzista, Alessandro Battilocchio (39,83%), mentre nel plurinominale non scatta il seggio, rimanendo in un primo momento esclusa dal Parlamento.

### Mancata rielezione e Ritorno alla Camera
Il 30 dicembre 2022 Prestipino viene assunta come collaboratrice dell'ufficio di supporto del sindaco metropolitano di Roma Roberto Gualtieri.
Alle primarie del PD del 2023 sostiene la mozione di Stefano Bonaccini, presidente della Regione Emilia-Romagna dal 22 dicembre 2014, assieme alla corrente "Base riformista" di Lorenzo Guerini e Luca Lotti, di cui, durante il suo mandato parlamentare, era stata la principale referente e coordinatrice a Roma; la mozione Bonaccini risulterà però sconfitta da quella di Elly Schlein, sostenuta dalla sinistra del PD.
Il 9 luglio 2024 subentra a Nicola Zingaretti, eletto europarlamentare alle elezioni europee, come deputata. Nella XIX legislatura è membro della 14ª Commissione Politiche dell'Unione europea.

## Opere
- Patrizia Prestipino, Il cuore nel palazzo, Roma, 2007. ISBN 978-8887485691